# Wae Rana jezik
Wae Rana jezik (ISO 639-3: wrx; waerana), malajsko-polinezijski jezik s juga Floresa u Indoneziji (Mali sundski otoci).
Zajedno s još 26 drugih jezika čini podskupinu bima-sumba. 4 240 govornika (2000). Etničkih 4 900 Wae Rana

## Vanjske poveznice
- [ Ethnologue (14th)]
- [ Ethnologue (15th)]
- The Wae Rana Language